# Chambray-lès-Tours

Chambray-lès-Tours este o comună în departamentul Indre-et-Loire, Franța. În 1 ianuarie 2022 avea o populație de 11.877 de locuitori.